# Ouvrage de la Baisse-de-Saint-Véran
L'ouvrage de la Baisse-de-Saint-Véran est un petit ouvrage d'infanterie (POI) situé sur la commune de Belvédère, dans le département des Alpes-Maritimes. Cet ouvrage est inachevé ; il devait, comme son voisin l'ouvrage de Plan-Caval (ou du Plan-de-Caval), empêcher une infiltration italienne dans les montagnes de Belvédère.

### Position sur la ligne

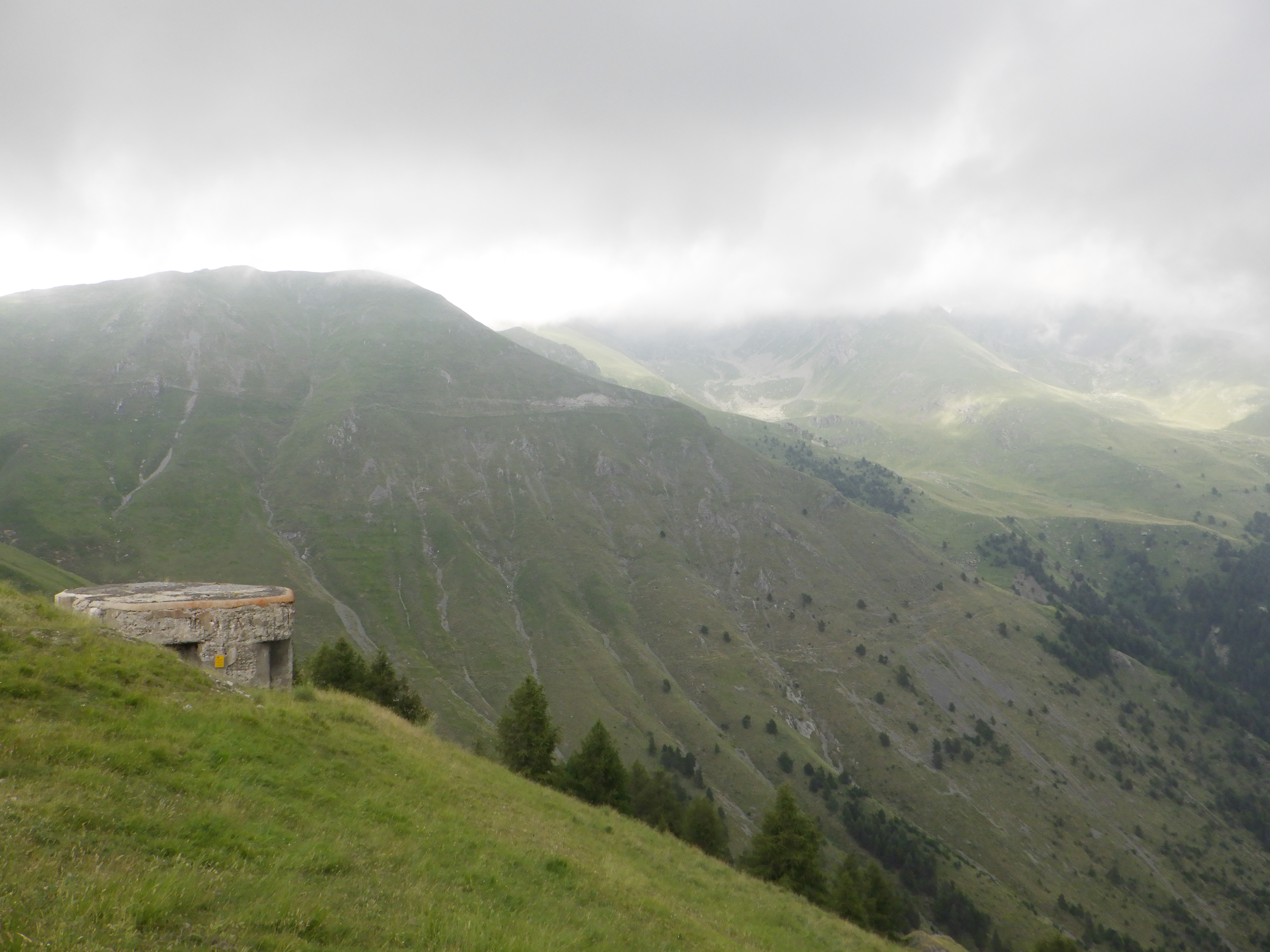
Ouvrage de la Baisse de Saint-Véran, Cime de Raus en arrière-plan

## Description

### Souterrains
Comme tous les autres ouvrages de la ligne Maginot, celui de la Baisse-de-Saint-Véran est conçu pour résister à un bombardement d'obus de gros calibre. Les organes de soutien sont donc aménagés en souterrain, creusés sous plusieurs mètres de roche, tandis que les organes de combat, dispersés en surface sous forme de blocs, sont protégés par d'épais cuirassements en acier et des couches de béton armé. Les installations souterraines devaient abriter un casernement pour l'équipage, un système de ventilation, une cuisine, un poste de secours, des latrines, des lavabos, un petit stock de munitions, un stock de vivres, une usine (mais le petit groupe électrogène n'a pas été installé), ainsi que des réservoirs d'eau.

### Blocs
L'ouvrage devait comporter trois blocs de combat, mais un seul fut réalisé.
Le bloc 1 devait être l'entrée de l'ouvrage, mais seules les fouilles furent réalisées (elles sont toujours visibles). L'armement prévu était de trois créneaux pour fusil mitrailleur.
Le bloc 2 est le seul bloc réalisé de l'ouvrage. Il s'agit d'une casemate d'infanterie, avec pour son armement un créneau pour jumelage de mitrailleuses, deux créneaux pour fusil mitrailleur et de trois goulottes lance-grenades.
Le bloc 3 devait servir d'observatoire, avec une cloche GFM (« guetteur et fusil mitrailleur »), mais ne fut jamais réalisé.

### Armement
Les mitrailleuses et fusils mitrailleurs de l'ouvrage étaient chacun protégé par une trémie blindée et étanche (pour la protection contre les gaz de combat). Ils tirent la même cartouche de 7,5 mm à balle lourde (modèle 1933 D de 12,35 g au lieu de 9 g pour la modèle 1929 C).
Les mitrailleuses étaient des MAC modèle 1931 F, montées en jumelage (JM) pour pouvoir tirer alternativement, permettant le refroidissement des tubes. La portée maximale avec cette balle (Vo = 694 m/s) est théoriquement de 4 900 mètres (sous un angle de 45°, mais la trémie limite le pointage en élévation à 15°), la hausse est graduée jusqu'à 2 400 mètres et la portée utile est plutôt de 1 200 mètres. Les chargeurs circulaires pour cette mitrailleuse sont de 150 cartouches chacun, avec un stock de 50 000 cartouches pour chaque jumelage. La cadence de tir théorique est de 750 coups par minute, mais elle est limitée à 450 (tir de barrage, avec trois chargeurs en une minute), 150 (tir de neutralisation et d'interdiction, un chargeur par minute) ou 50 coups par minute (tir de harcèlement, le tiers d'un chargeur). Le refroidissement des tubes est accéléré par un pulvérisateur à eau ou par immersion dans un bac.
Les fusils mitrailleurs (FM) étaient des MAC modèle 1924/1929 D, dont la portée maximale est de 3 000 mètres, avec une portée pratique de l'ordre de 600 mètres. L'alimentation du FM se fait par chargeurs droits de 25 cartouches, avec un stock de 7 000 par FM de casemate et 1 000 pour un FM de porte. La cadence de tir maximale est de 500 coups par minute, mais elle est normalement de 200 à 140 coups par minute,.

## Histoire
Les plans de l'ouvrage furent réalisés entre 1937 et 1940, mais les travaux n'ont débuté qu'en 1940, en utilisant la main-d'œuvre militaire (MOM). Ils furent interrompus à cause du déclenchement des combats avec les Italiens, ce qui obligea à faire l'entrée de l'ouvrage au bloc 2 (seul bloc réalisé).
L'ouvrage n'a jamais subi l'épreuve du feu.
En juillet 2010, les abris en tôles métro ont été enlevées dans le cadre du nettoyage de la montagne, comme tout l'équipement de l'ouvrage. Celui-ci est ouvert au public.